# Bil Aka Kora
Bilgho Akaramata Kora, connu sous son nom de scène Bil Aka Kora, est un auteur-compositeur-interprète burkinabé, né le 25 avril 1971 à Pô au Burkina Faso. Sa musique, un mélange des rythmes traditionnels kasséna et musiques contemporaines (jazz, blues, reggae), a donné naissance à un style musical qu'il appelle la Djongo Music. Il a remporté deux fois le Kundé d'or, en 2002 et 2005.

## Biographie
Né à Pô, Bil Aka Kora grandit dans un environnement où la culture traditionnelle kasséna est présente. Il est l'un des dix-sept enfants de Mahama et Teoura Bilgho.
Il découvre la guitare au lycée provincial de Pô, au sein de l’orchestre local «Missiles Bande» de Pô, sous l’influence de Salah Ben, un pianiste ghanéen qui l’initie à cet instrument. Sans envisager au départ une carrière musicale, il commence à s'impliquer sérieusement dans la musique lorsqu'il intègre le lycée Zinda Kaboré à Ouagadougou. Il obtient son baccalauréat au lycée Philippe Zinda et joue de temps en temps avec l'orchestre du lycée, qui se produisait surtout pour le plaisir en interprétant du rap. Après le lycée, Bil Aka Kora s’inscrit à l’Université de Ouagadougou pour des études en mathématiques et physique, IMP à l’époque.
Il rejoint l’orchestre de l’université et participe à l’animation des nuits culturelles des différentes facultés. Cependant, après deux ans, des difficultés financières l'amènent à abandonner ses études. Il décide alors de se consacrer pleinement à la musique, jouant dans plusieurs bars et maquis de Ouagadougou, tels que le «Harlem Bar», le «Memphis jazz»et le «Pili-Pili».

## Carrière musicale
C'est véritablement en 1997, lorsque le ministre de la Culture de l'époque, Mahamoudou Ouedraogo, lance les Grands Prix Nationaux de la Musique à Kaya, que Bil Aka Kora se consacre sérieusement à la musique. Il soumet une prémaquette de trois titres, il est  pré-sélectionné et devient lauréat, partageant la première place avec Kanzaï dans la catégorie vedette du Grand Prix National. À la suite de cette distinction, le ministère de la Culture programme Bil Aka Kora pour une performance lors de «La Nuit du Communicateur», un événement diffusé en direct à l'hôtel Sofitel Silmandé par la Télévision Nationale du Burkina (TNB). Cette apparition en live avec son groupe lui permet de se faire mieux connaître du public burkinabé. Grâce à ce prix, il rentre en studio et enregistre son premier album, Douatou (faiseur de pluie en langue Kassena), qui sort en 1998 et entraîne plusieurs tournées. Après la sortie de Douatou, il participe à un projet artistique intitulé Sono de Ville, qui regroupe quatre musiciens de Ouagadougou, quatre d'Abidjan et quatre de Grenoble pour une tournée collaborative.
Il fait également la rencontre de Gerald La Roche, un harmoniciste canadien, qui lui permet de découvrir son univers musical, ce qui donne lieu à un documentaire de 52 minutes. 
L'album Douatou est suivi des albums Ambolou en 2002 et Dibayagui en 2004, qui renforcent sa notoriété sur la scène burkinabé et internationale. Bil Aka Kora collabore avec des artistes réputés tels que Jean-Philippe Rykiel, Ray Lema et Humber von Goisen.Il se fait également remarquer lors de grands événements culturels au Burkina Faso, tels que le SIAO, le FESPACO et Jazz à Ouaga. Sa carrière internationale débute d'abord dans la sous-région ouest-africaine, notamment au Togo et en Côte d'Ivoire, avant de s'étendre en Europe, en France et en Allemagne. En 2002, il remporte le Kundé d'or, étant désigné meilleur artiste burkinabé de la même année. En 2009, il sort son quatrième album, Yaaba ("Les ancêtres"), réalisé en collaboration avec Ray Lema, qui est le fruit de deux années de recherche.
Il joue et chante dans la pièce de théâtre Une nuit à la présidence, mise en scène par Jean-Louis Martinelli, qui sera créée en 2013 au Napoli Teatro festival Italia, avant d'être reprise en 2014 au Théâtre Nanterre-Amandiers.

## Style musical
Le style musical de Bil Aka Kora, la Djongo Music, plonge ses racines dans les rythmes traditionnels kasséna tout en mêlant des influences modernes. 
La Djongo Music est inspirée par la danse Djongo, une danse de force dans laquelle les participants rivalisent de puissance pour impressionner leur auditoire. Ce concept de force physique et d'endurance se retrouve dans ses compositions.

## Initiatives et projets
En 2008, Bil Aka Kora crée un événement musical intitulé Les Nuits Djongo, un concept de résidences artistiques qui vise à promouvoir la musique instrumentale burkinabé et à encourager les jeunes talents. 
Cet événement permet aux artistes locaux de se produire devant un large public et de bénéficier de l’expertise de musiciens expérimentés. Il lance également des soirées appelées Djongo Club, qui offrent une plateforme d’expression aux musiciens burkinabé et permettent de renforcer la scène musicale locale. En parallèle, Bil Aka Kora s'investit dans l’éducation musicale et la transmission des savoirs en organisant des ateliers et des formations pour les jeunes artistes. Il collabore permanemment avec des musiciens professionnels d’origine et d’horizons variés, parmi lesquels de grands noms tels que Ray Lema, Perrine Fifadji, Jean-Philippe Rykiel, etc.

## Discographie
- 1998: Douatou
- 2002: Ambolou
- 2004: Dibayagui
- 2009: Yaaba
- 2014: Vessaba
- 2020: Fulu ( L'éventail), Djongo Diffusion et Shamar Empire

## Filmographie
Bil Aka Kora a également fait quelques apparitions au cinéma, notamment dans des films burkinabés tels que Sofia (2004) et Code Phénix (2005), tous deux réalisés par Boubakar Diallo. Il compose également la musique de plusieurs films, dont Une nuit à la présidence.

## Distinctions
- 2002: Kundé d’or
- 2005: Djibayagui, clip d'or de la TNB
- 2005: Kundé d’or[7]